# Осми бохемијски драгунски пук (Гроф Монтекуколи)
Овај пук био је коњичка јединица хабзбуршке царске армије у седамнаестом веку. Временом је постао 8. бохемијски драгунски пук (Гроф Монтекуколи) (Böhmischen Dragoner-Regiment „Graf Montecuccoli“ Nr. 8) у оквиру „Заједничке војске“ која је била део аустроугарске војске. Од 1888. године јединица је требало заувек да носи овај нови назив.
Године 1769. пук је стављена у ред првенства као 4. коњички пук (Cavallerie-Regiment Nr. 4), а 1798. године постаје 6. оклопнички пук (Cürassier-Regiment Nr. 6).
По класификацији, јединица је накнадно добила и следеће бројеве: 1683/1 (према Тесину), Оклопнички пук К 2 (према Блеквену).
До 1798. пук је добио име по пуковницима (Inhabers) који нису били нужно његови команданти. Није било тачно пдређеног система именовања (нпр. Пук Гроф Сербелони или пук Сербелони). Свака промена пуковника носила је и промену имена. Након 1798. године, број јединице је имао предност, али се у одређеним околностима могао комбиновати са именом пуковника. Због тог сталног преименовања јединица, историје аустроугарских коњичких пукова је веома тешко пратити. Поред тога, постојало је константно и очигледно произвољно, понекад понављано преименовање јединица (нпр. 14. бохемијски драгунски пук (принц од Виндиш-Граца), Böhmisches Dragoner-Regiment „Fürst zu Windisch-Graetz“ Nr. 14).

## Историја
8. бохемијски драгунски пук је најстарији, регуларни коњички пук у царско-краљевској, а касније царској и краљевској (к. к. и к. у. к) коњици. Према традиционалном декрету (Traditionserlass) из 19. века, постојао је укупно 299 година. Други историјски записи сматрају да је историја пука почела њерговом реформом 1683. године, јер је јединица први пут распуштена 1679. године.
Године 1619. протестантска имања у Доњој Аустрији покушавала су да добију уступке од цара Фердинанда II у Хофбург палати кроз такозвану олујну петицију (Sturmpetition). Том приликом, три ескадриле (Fähnlein) из аркебусирског Дампиеровог пука, стациониране у Кремсу, и ескадрила курасирског Дампиеровог пука под командантом арсенала, пуковником Гилберт из Св. Хилаире, распоређен је у Бечу. Укрцани на чамцима (тзв. Чајкени) на Дунаву, стигли су 5. јуна 1619. у Беч, ушли у резиденцију кроз Рибарска врата (Fischertor) и застрашили протестанте да напусте свој подухват.
За ову акцију цар Фердинанд II подарио је пуковништву следеће привилегије, које је потврдио цар Фрац I, током световних прослава 1810:
Пук може да маршира када је на дужности уз звук труба и са заставама кроз царску и краљевску палату Хофбург и царску престоницу и резиденцијски град Беч, а такође може да се постави у дворишту царске палате (Franzensplatze) и регрутује тамо три дана. Чувар се потом треба извући из пука испред стана који је одобрен за команданта пука у Хофбург палати, до места где би требало донети заставе пука, а командант пука је слободан у таквој ситуацији да се појави, ненајављен, у пуној униформи пред Његовим Величанством царем.
Пук такође има сигурност да никада неће бити распуштен или смањен, докле год наставља да одржава своју садашњу славу, и, коначно, да ниједан човек из пука, за кривично дело кажњиво смрћу, неће бити тако кажњен у свом пуку, али у таквим случајевима кривац ће бити пребачен у други пук, где се таква казна може извршити у било ком тренутку.
Под царском комисијом од 16. марта 1619, 500 војника је регрутовано од стране великог војводе Космоса II деМедичија о свом трошку (300 мушкараца аркебуза у Холандији и 200 мушкараца курасира у царским властима). Године 1621. овај пук је био у царској служби под именом Флорентински коњ (Florentinische Reiter). Generalfeldwachtmeister Дампјер, који је већ био пуковник (Inhaber) и командант мускетарског пука од 1616, именован је за пуковника ове нове пуковније.
- 1683. године пет компанија пука Милост предато је да формирају кадар за обуку новог пука за пуковника Дупињија. Јединица је проширена на 10 компанија регрутовањем и наставила је традицију Бурненвиловог пука и старе Дампјерове коњице.
- 1721. пук је преузео компанију распуштених Батеових драгуна.
- 1731. елементи аукцијских компанија, формирани 1727. године, пребачени су у Пињателијев и Кокоровин пук (обоја распуштена 1734)
- 1768. карабињерска компанија је премештена у недавно формиран Прву карабињерски пук (касније 3. драгунски пук), а касније су се пуку придружиле и ескадриле распуштених Модениних курасира (Kürassier-Regiment Modena)
- 1769. пук је рангиран као четврти коњички у редоследу првенства
- 1775. додата је Пуковничка дивизија, а затим и Потпуковничка 1. ескадрила од распуштених Jacquemin оклопника
- 1780. гроф Фридрих Антон од Хоенцолерн-Хецингена постао је пуковник (Kürassier-Regiment Hohenzollern-Hechingen)
- 1798. име је промењено у 8. пук
- 1802. преузео је дивизију потпуковника распуштеног 4. пука Чарторјског
- 1867. добио је ново име, 8. драгунски пук

## Главни и помоћни регрутни окрузи
- Од 1781: Бохемија
- 1853. из допунских округа 35. пешадијског пука (Плзењ)
- 1857-60 из округа 14, 28. и 42. пешачког пука (Нојхаус, Праг, Терезин)
- 1860-68 из округа 11, 28. и 35. пешачог пука (Писек, Праг, Плзењ)
- 1868-77 из округа 28. и 75. пешачког пука (Праг, Нојхаус)
- 1877-83 из округа 28. и 42. пешачког пука (Праг, Терезин)
- 1883-89 из округа 42, 92. и 94. пешачког пука (Терезин, Хомутов, Турнов)
- 1889. додељен је Војном територијалном округу IX корпуса (Јозефштат).
- 1914: допунски округ Литомјержице

## Мировни гарнизони
| I | II | III |
| --- | --- | --- |
| - 1649 Линц - 1650 Унутрашња Аустрија - 1651-57 Штајерска - 1660 Доња Аустрија - 1661 Горња Угарска - 1663-64 Мађарска, затим Шлеска - 1665. Унутрашња Аустрија - 1670 Чаковец - 1671-72 Горња Угарска - 1679 Вормс - 1698-1701 Горња и Доња Аустрија (особље у Енсу) - 1714. Моравска и Силесија - 1715-16 Бохемија - 1720 округ Њитра - 1731. Горња Угарска (5 компанија одвојених у подручју Ломбардије) - 1733-34 Бохемија (камп Плзењ) - 1736-37 Банат - 1739 Кошице - 1740-41 Моравска | - 1746-47. округ Њитра - 1748 Сеређ - 1752-56 Хрудим - 1763 Скалица - 1766 Серед - 1767 Брезова - 1768 Серед - 1770 Золски и Тренчински комитет - 1775-78. Скалица - 1779 Кецер - 1787. Сомбатхељ, затим Беч - 1788-92 Жатец - 1798-99 Требоњ - 1801 Велики Варадин - 1802-05. наизменично Наги-Кароли и Сату Маре - 1806. Наги-Кароли - 1807. Сиксо - 1808-09. Китзе - 1810. Бат (Фројенмаркт) | - 1811 Беч - 1812-13 Кијов - 1814-15 Беч - 1815 Брандис на Лаби - 1819 Беч - 1820 Клатови - 1836-48 Подјебради - 1849 Беч - 1851. Топољчани, затим Нове Замки - 1852 Кецер - 1854 Микулинце, затим Пшеворск - 1855-59 Простјејов - 1859-66 Цеглед - 1866 Ђер - 1870 Свети Јур (Братислава) - 1879 Штокерау - 1880 Беч - 1885 Пардубице - 1903 Пшемисл - 1911- 1914. Јарослав и Радимно |

## Пуковници
- 1619. пуковник (Obrist) Хајнрих Дувал, гроф Дампјер, генерал-пуковник (Obristwachtmeister) над свом коњицом
- 1620. Јакоб, гроф Дампјер, лорд одМондровиле

- 1683. пуковник Бернард Фрајхер фон Конеберг и Дупињи[4]
- 1683. пуковник Јохан Франц, лорд од Шовиреја
- 1685. фелдмаршал-потпуковник Адам Бернард Фрајхер фон Сент-Кроа
- 1698. пуковник Јозеф Иноћентије, војвода од Лорене и Бара
- 1705. пуковник Фердинанд, гроф Бројнер
- 1710. пуковник Томас Емануел, принц од Савоје
- 1730. пуковник Ежен Џон, принц од Савоје
- 1735 фелмаршал-потпуковник Франц Рудолф, гроф Хоенемса
- 1756. пуковник надвојвода Фердинанд
- 1761. пуковник надвојвода Макмилијан
- 1780 генерал-мајор Фридрих Антон Фурст Хоенцолерн-Хехинген
- 1798. име је промењено у 8. курасирски пук
- 1813. Константин Павлович, велики војвода Русије
- 1831. фелдмаршал-потпуковник Игнац, гроф од Хардега
- 1848. фелдмаршал-потпуковник Карл, гроф од Ауерсперга
- 1848. Карл, пруски принц
- 1883-99. генерал коњице Леополд, гроф Штернберг

### Команданти пукова
- 1903. пуковник Отокар Пицигели
- 1906. пуковник Лудвиг Фетер
- 1908. пуковник Лудвиг Фетер
- 1910. пуковник Виктор Бауер фон Бауернтал
- 1914. потпуковник Ежен Адлер

## Операције

### Ускочки рат
- 1616. борили се против Венеције у биткама код Луциусе, Градиска и Рубиса

### Тридесетогодишњи рат
- 1618. борбе у Бохемији
- 1619. две компаније подигнуте у царским властима стациониране су у јуну у Доњој Аустрији. Једна је учествовала у акцији под пуковником Гилбертом фон Св. Хилари (капетан Арсенала) када је 500 Дампјерових коња ослободило цара у Бечу. Компаније које су се касније придружиле пуку (компаније које су подизане у Холандији додељене су у међувремену Дампијеровом корпусу) бориле су се у бици код Вистерница и заузеле Луденбург.
- 1620. у Моравској и Доњој Аустрији. У новембру се јединица борила у бици на Белој гори у Прагу
- 1621. Шармицел близу Нојхаусела у Мађарској
- 1622. гарнизон у Доњој Аустрији - кампања у Моравској
- 1624. Сукоби у Рајху
- 1625 борбе у Холандији. Опсада Бреде
- 1626. борбе на мосту Десау, касније прешли у Моравску
- 1627. кампања под Валдштајном до Холштајна и Јитланда
- 1628. Мекленбург
- 1629-30. патролне дужности у војводству Јулих нису виделе ништа
- 1631. опсада Магдебурга, битка код Брајтенфелда
- 1632. у Чешкој на опсади Хеба, затим испред Нирнберга, касније под Галасом у Саксонији, битка код Лицена
- 1633. битка код Штајнауа у Шлеској, касније додељен главној војсци и отишао у Баварску
- 1634. заузимање Регенсбурга, битка код Нордлингена
- 1635. под Галасом на Рајни, у Електорату у Мајнцу и у војводству Лорене
- 1636. под Галасом поново на Рајни
- 1637. битка код Пеге (Пегау) у Саксонији
- 1638. са главном војском у Померанији, повлачење у Саксонију
- 1639. борбе у Фрајбергу и Чемницу
- 1640. у Шлезији, затим је додељен главној војсци за битке код Перлеберга и Швалмштата
- 1641. опсада Цвикауа, битка код Волфенбитела
- 1642. битка код Свидњица, битка код Брајтенфелда и накнадне акције затварања заједно с пуковима Никола (Мотард), Лутихом и Рамсдорфом. Корнет Хенсген са одредом састављеним од војника из пука и Палавћинијевог пука (200 мушкараца) успешно је напао 3 шведска пука у Моравском Трубау
- 1643. са главном војском у Шлеској, битка код Течена
- 1644. у Моравској, борбе против бунтовне Валашке. Касније је пук отишао у Угарску, где се борио између осталог и у биткама код Холоховеца, Прешова, Палконија и на Сајоу.
- 1645. размештен да покрије Беч
- 1646. кампања против Шведске да се истера из Доње Аустрије
- 1647. битке у Бохемији у Фалкенау. Опсада Јихлава
- 1648. са царском главном војском битка код Цусмархаузена, Алерна, итд. Компанија под капетаном коњице (Rittmeister) де Ла Борде додељена је одбрани Прага

### Међуратни период:
- 1655-59. патролне дужности на шлеској граници са Пољском. Повремено се шаље у Угарску и Моравску

### Аустријско-турски рат (1663–64)
- 1663. патролне дужности у Угарској нису виделе ништа
- 1664. додељен Сухецовом корпусу. Борио се у Хајлигенкојцу и Левенцу.

### Француско-холандски рат
- 1673. пребачен у војску Рајне. Учествовао у заузимању Бона
- 1674. у децембарској бици код Милхаузена
- 1675. битка код Колмара и битка код Алтенхајма
- 1676. у опсади тврђаве у Филипсбургу
- 1677. послат у Бохемију на кратко, онда враћен у главну војску, нису учествовали у акцијама

### Велики турски рат
- 1683. са главном војском, битка код Петронела. Одбрана Беча.
- 1684. са главном војском, опсадом Офена, затим се вратио са Шулцовим корпусом у Горњу Угарску
- 1685. послат из Горње Угарске у Трансилванију
- 1686. борио се са Шефенберговим корпусом у Сент Бенедеку и Херманштату. Послат у Угарску и учествовао у 2. опсади Офена. Касније у бици код Сегедина.
- 1687. борио се са главном војском у Мохачкој бици. Четири ескадриле су се повукле у Славонију под Дуневалдом
- 1688. опсада и заузимање Београда
- 1689. кампања на Зворник у Босни, битке за Баточину и Нису
- 1690. пук је био у служби са трупама у корпусу у Зибенбиргену код Карансебеса
- 1691. битка за Сланкамен
- 1692. Шармуцел Гила и опсада Гросвардајна
- 1693-96. у Доњој Угарској углавном са главном војском
- 1697. кратко време је распоређен на Рајни. Битка код Ебернбаха, након тога се враћа у Угарску
- 1698. са главном војском, кампања на Темишвар

### Рат за шпанско наслеђе
- 1701. пук је послат у Италију. Заузимање Карпија и битка за Кјари. Одбрамбени одреди под управом грофа Мерсија учествовали су у биткама код Ронтоља, Касано д'Ада, Пицигетоне и Фоса Мантована.
- 1702. одред је учествовао у нападу на Кремону. Пук се борио у бици код Лузаре
- 1703. са главном војском на Поу у патролним дужностима
- 1704. три ескадриле послате са Штаремберговим корпусом у Пијемонт и учествују у бици код Прарола. Ескадриле које су остале у Ломбардији учествовале су у повлачењу у Тирол
- 1705. те потоње ескадриле су се тада бориле у Цезану, они елементи пука који су остали у Пијемонту били су стационирани у логору Кивасо-Крешентино и учествовали у бици за Брандицо
- 1706. пук се борио у бици код Торина и учествово у заузимању Павије
- 1707. кампања у Прованси, опсада Тулона
- 1708. стациониран у Горњој Италији; учествовао у експедицији против Фенестрела
- 1709. пребачен у Немачку. Тешки губици у бици код Румерсхајма
- 1710-11. у царској армији, нису учествовали у акцијама
- 1712. у шпанској Холандији. Послати у опсаду Ле Кесноја
- 1713. наређено да се придружи царској армији. Без акција.

### Аустријско-турски рат 1716–1718
- 1716. премештен на бојно поље у Угарској. Битка код Петроварадина и опсада Темишвара
- 1717. опасада Београда

### Рат за пољско наслеђе
- 1734-35. у царској војсци

### Руско-аустријско-турски рат (1735–39)
- 1737. борио се у Тимоку и Радујевцу
- 1738 битка код Корније
- 1739. претрпео велике губитке у бици код Гроцке

### Рат за аустријско наслеђе
- 1741. битка код Молвица
- 1742. битка за Часлау и опсада Прага
- 1743. са главном војском у Баварској. Напад на Рајну
- 1744. у опсади Лаутербурга, након тога се повукао у Бохемију
- 1745. битка код Хоенфридберга и Сора

### Седмогодишњи рат
- 1756. битка код Лобошица
- 1757. претрпео велике губитке у бици код Прага, затим у Бреслау и у бици код Лојтена, где се борио у заштитним акцијама.
- 1758. битка код Хохкирка и битка код Еберсбаха
- 1759. са главном војском у нападу на Грајфенберг. Лаудонова карабињерска компанија се борила у бици код Кунерсдорфа
- 1760. битка код Кунцендорфа и битка код Торгауа
- 1761. у јуришу на Швајдниц, једино су карабињери видели акцију
- 1762. патролне дужности у Шлеској

### Рат за баварско наслеђе
- 1778-79. патролне дужности са главном војском у Бохемији.

### Наполеонови ратови
- 1792. патролирање и сигурносне дужности у Брајсгау
- 1793. додељена војсци Рајне. Одреди су учествовали у борбама Рајхсхофен, Дауендорф, Нојбург, Гамсајмб и Пфафенхофен
- 1794. битка за Манхајм
- 1795. испред Манхајма. Део је учествовао у бици код Шришајма; пук се борио у Хандшушајму
- 1796. индивидуални делови су се борили у Етлингену и Канштату; касније у Гајсенфелду, Емендингену и Шлигену.
- 1797. битке Дирсхајм-Хонау и Ренх
- 1799. борио се код Остраха и Штокаха, а затим остао са трупама на Рајни пре Манхајма
- 1800. пук је учествовао у бици на Мокирху, у биткама код Дилингена на Дунаву, Инголшата и Нојбурга
- 1805. у Верековом корпусу; учествовао у бици код Елхингена. Након предаје Трохтелингена и Улма, већина пукова је заробљена. Неколико елемената који су побегли завршили су у корпусу надвојводе Фердинанда и отишли у Аустрију
- 1809. у резервном корпусу војске. Борио се у Егмулу и Регензбургу. Учествовао у бици код Ашперна и Ваграма. Битка код Тесвица (Знојма).

### Немачка кампања 1813.
- 1813. битка за Дрезден и битка код Лајпцига
- 1814. борио се под својим командантом, принцом Виндиш-Граца, у Трои, Арцис-сур Аубе и ла Фере-Шампеноису.

### Рат од сто дана
- 1815. патролирање и сигурносне дужности у Француској

### Револуције 1848/9. у Аустријском царству
- 1848. две дивизије су првобитно додељене да се угуши побуна у Прагу. После тога цео пук је напредовао ка Бечу под командом фелдмаршала принца Виндиш-Граца, где је учествовао у бици код Швехата. Након тога јединица је отишла у Угарску и борила се у бици код Парндорфа
- 1849. додељени Шликовом корпусу, елементи пука су учествовали у биткама код Епериеса, Фуге, нападу на Петервашар и битку код Сирока. Осим тога, пук се борио код Верпелет-Каполна, Мецо-Ковешда, Хатвана и Исасега. Након тога је додељена опсадним снагама око Коморна. Тамо је остао до краја битке, а да није видео акцију.

### Аустријско-пруски рат
- 1866. додељено је 5 ескадрила трећој дивизији резервне коњице. Пук се борио на Конигинхофу и у бици код Садове, где је претрпео највеће губитке од свих коњичких пукова.

### Родитељске формације и статус у јулу 1914.
X корпус - 6. коњичка дивизија
5. коњичка бригада
Националности: 58% Чеха - 42% различитих
Гарнизон: особље, I дивизија: Јарослав - II дивизија: Радимно
Командант: пуковник Виктор Бауер фон Бауернтал
Језик пука: чешки

### Први светски рат
- Током Првог светског рата 8. драгунски пук је користио у најразличитије сврхе. Првобитно су се борили у коњичким формацијама, а затим су се користили на свим ратним пољима у улози пешадије.

## Судбина
Након што су такозване државе наследнице царске и краљевске монархије прогласиле своју независност у октобру 1918. године, привремене владе су позвале војнике нових националности да прекину борбу и врате се кући. По правилу, овом захтев су се покорили чешки и одређени не-немачким чланови пука. Уставно се односило и на немачко-чешке војнике, који су се изненада нашли као грађани Чешке. Више није јасно колико их је удовољило овом захтеву, али они који су то учинили можда су били изузетак. Језгро пука су до краја рата држали немачко-аустријски драгуни. Сада се звао 2. драгунски пук (Фелдмаршал Монтекуколи). Особље пука је било у Ену.
После аустријског Аншлуса за Немачки рајх, пук је распуштен 1938. године, а њени чланови су били део 11. коњице (Kavallerie-Regiments 11) у оквиру немачког Вермахта.

## Униформе пука

### Курасирски пук К 2
1738: бели капути, црвене облоге
1765 (1767): бели капути и панталоне, црвене као мак облоге, бела дугмад

### 6. курасирски пук
1798: бели капути, гримизне облоге, беле панталоне, жута дугмад
1850: беле јакне, гримизне облоге, светлоплаве панталоне, жута дугмад

### 8. драгунски пук
Од 1868. године: светлоплави капути, црвене облоге, јарке црвене панталоне, жута дугмад

## Структура
Првобитно је пук у аустроугарској коњици обично чинио три до четири (ретко више) дивизија. Под поделом се мисли на јединицу батаљона. Правилна подела је названа пешадијска или коњичка дивизија. Свака дивизија имала је три ескадрона од којих је сваки обухватао две компаније (чете). Број коњаника у појединим подјединицама варирао је, али је обично износио око 80 јахача по компанији.
Појединачне дивизије су именоване по њиховим званичним командантима:
- Прва дивизија је била Пуковникова дивизија (Oberst-Division).
- Друга дивизија је била Потпуковникова дивизија (Oberstleutnant-Division)
- Трећа дивизија је била Мајорова дивизија (Major-Division)
- 4. дивизија је била Подмајорска дивизија
- 5. дивизија (ако је доступна) била је Дивизија 3. мајора

Под војном реформом коју је започео цар Јозеф II, коњица је напустила компанијску подјединицу са својом структуром.
Након војне реформе из 1860. године, коњички пукови који су се до тада састојали од три дивизије били су смањени на два дела.
Све почасне титуле пука су укинуте 1915. године.